# Форст (Альтенкірхен)
Форст (нім. Forst) — громада в Німеччині, розташована в землі Рейнланд-Пфальц. Входить до складу району Альтенкірхен. Складова частина об'єднання громад Гамм (Зіг).
Площа — 4,25 км2. Населення становить 596 ос. (станом на 31 грудня 2020).